# Yellow Submarine (албум)
Йелоу събмарийн (на английски: Yellow Submarine – „Жълта подводница“) е десетият студиен албум на британската рок група Бийтълс. Издаден е през 1969 г. като саундтрак към филма Йелоу събмарийн.

## Песни
Страна А:
- Yellow Submarine
- Only A Northern Song
- Hey Buldog
- All Together Now
- It`s All Too Much
- All You Need Is Love

Страна Б
- Pepperland
- Sea Of Time
- Sea Of Holes
- Sea Of Monsters
- March Of The Meanies
- Pepperland Laid Waste
- Yellow Submarine In Pepperland